# Auslandsrundfunk

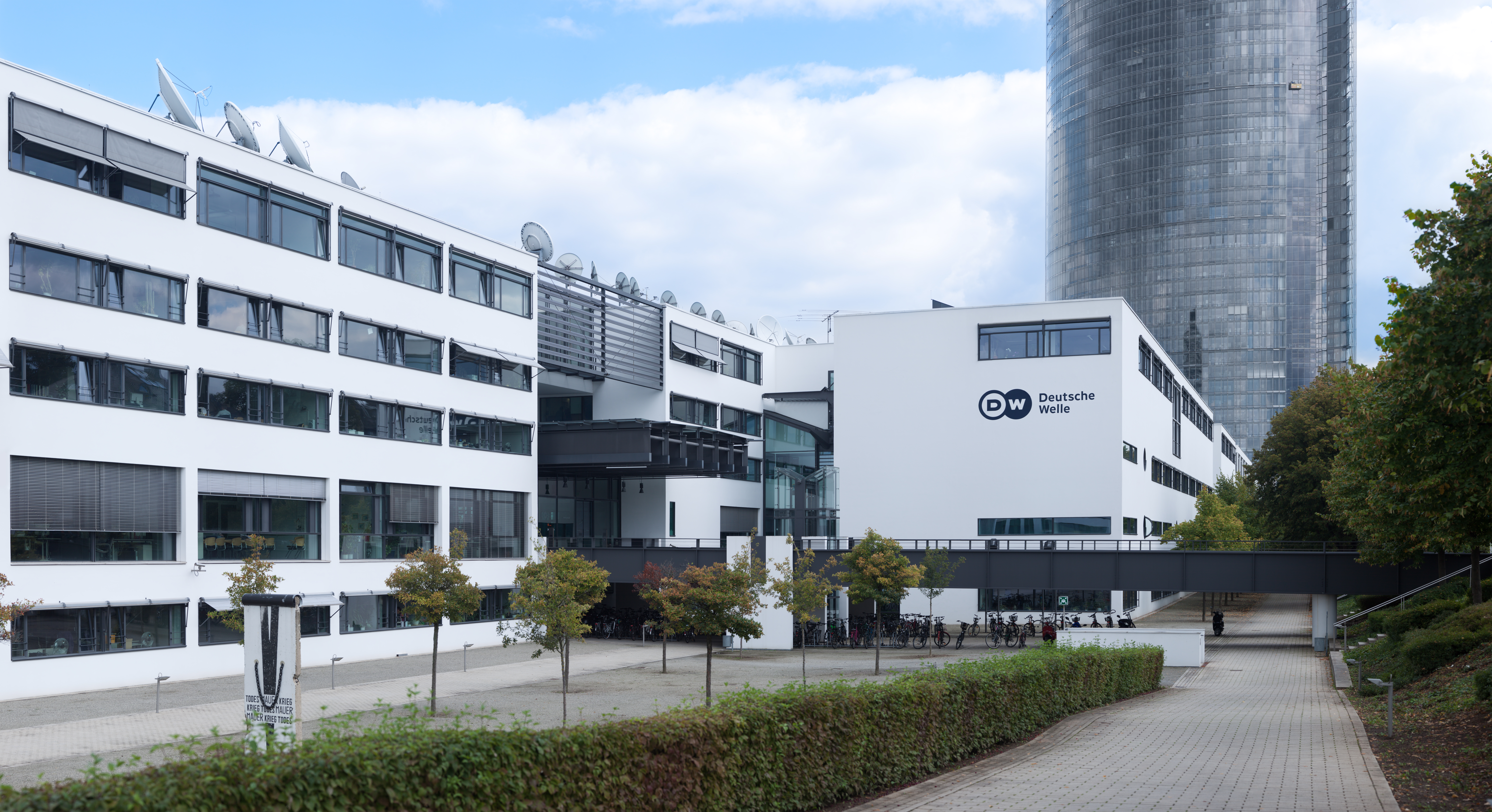
Hauptfunkhaus der Deutschen Welle (DW) in Bonn, dem Auslandsrundfunk Deutschlands

Unter Auslandsrundfunk versteht man die Sendungen einer staatlichen oder öffentlich-rechtlichen Hörfunk- oder Fernsehgesellschaft, die sich nicht an die Menschen im eigenen Land richten, sondern an Landsleute, die im Ausland leben, oder an die Bürger in anderen Ländern insgesamt.

## Zielgruppen und Sprachen
Im Wesentlichen lassen sich beim Auslandsrundfunk zwei Gruppen von Sendern unterscheiden:
- Einerseits Sender, die sich an vorübergehend oder langfristig im Ausland lebende (ehemalige) Bürger ihres Landes richten und
- andererseits Sender, die sich an die gesamte Bevölkerung anderer Länder oder ein internationales Publikum richten.

Der Zielgruppe entsprechend senden Programme der ersten Gruppe in ihrer Heimat- bzw. Landessprache und Programme der zweiten Gruppe in der Sprache der Zielländer oder einer internationalen Verkehrssprache. Häufig verfolgen Programme, die sich explizit an die Bevölkerung eines anderen Staates wenden, den Zweck, ein Gegengewicht zu den in diesen Ländern vorherrschenden Medien und ihrer Berichterstattung zu schaffen.

### Begriffliche Abgrenzung

#### Inlandsrundfunk
Inlandsrundfunk richtet sich an Personen im Herkunftsland der Sendungen; Spezialfälle des Publikums sind dabei:
- angestammte oder zugewanderte ethnische Minderheiten – in deren eigener Sprache
  - Beispiele: Sorbischer Rundfunk von MDR und RBB; COSMO
- Personen aus dem Ausland, die sich dauerhaft oder zeitweise im Inland aufhalten – meist (aber nicht notwendig) in einer anderen Sprache als der Sprache des Herkunftslands der Sendungen
  - Beispiele: englischsprachige Nachrichten auf Österreich 1; früher: TW1 in Österreich auf Deutsch

#### Deutschsprachige Auslandsmedien
Beim Begriff deutschsprachige Auslandsmedien hat der Vorsatz Ausland eine andere Bedeutung: er bezieht sich hier in der Regel auf die Herkunft im außerdeutschen Sprachgebiet (und nicht wie bei Auslandsrundfunk auf das Zielgebiet). Somit zählt zu den deutschsprachigen Auslandsmedien auch deutschsprachiger Inlandsrundfunk im Ausland.
- Beispiele: Radio Neumarkt in Rumänien; SBS Deutsch in Australien

## Formen
Entsprechend den möglichen Aufgaben eines Auslandrundfunks gibt es eine Unterteilung in Formen. Jo Groebel nennt sie den Funktionen zugeteilte Schlagwörter.
Die traditionellen Formen sind, ein Repräsentant des Sendelandes zu sein, sowie die Ausstrahlung eines Heimatrundfunks für Expatriates. Ein frühes Beispiel hierfür sind Sendungen auf Kurzwelle des deutschen Weltrundfunksenders. Eine historische Form ähnlich dem Heimatrundfunk ist der zwischen den Weltkriegen entstandene Kolonialrundfunk (Empire Service der BBC, Poste colonial in Frankreich, Philips Omroep Holland-Indië in den Niederlanden, Sendungen für Belgisch-Kongo aus Belgien).
Missionarische Sendungen sind neben Radio Vatikan überwiegend beim Auslandsrundfunk Nordamerikas zu finden.
Auslandsrundfunk kann auch aktuelle Themen in den Zielländern aufgreifen (Beispiele: Radio Free Europe, SNA-Radio). Die Übergänge zu jüngeren Formen des Auslandsrundfunks wie dem Kompensations- sowie dem Krisen- und Präventionsrundfunk sind fließend. Beide beinhalten eine ersetzende Versorgung von Informationen für entsprechende Länder mit mangelndem oder völlig fehlendem Angebot. Der letztgenannte ist eine Spezialisierung der kompensierenden Versorgung – eine Aussendung von Programmen in Kriegs- und Krisenregionen, um hier zusätzliche Informationen mit ausgleichendem Charakter bereitzustellen.
Nicht zum Auslandsrundfunk zählen inländische Angebote in Fremd- bzw. Minderheitssprachen (ethnische Medien; Beispiele: COSMO, Sorbischer Rundfunk).

## Verbreitung
Der Reichweite wegen senden die Auslandshörfunksender traditionell meist auf Kurzwellenfrequenzen (Kurzwellenrundfunk), zunehmend seltener auf Mittelwelle oder Langwelle. In neuerer Zeit werden die Programme fast ausschließlich über Satellit und per Livestream über das Internet verbreitet. Seit etwa zehn Jahren wurde mit der digitalen Kurzwelle (Digital Radio Mondiale, DRM) ein neues Empfangsformat eingeführt, das langfristig die analogen Ausstrahlungen, deren Empfangsqualität sehr labil ist, ersetzen soll. Auslandsfernsehen wird überwiegend über Satellit ausgestrahlt. Multimediale Plattformen wie swissinfo werden ausschließlich über das Internet verbreitet.

## Geschichte
Der Auslandsrundfunk war besonders in der Zeit des Kalten Krieges von Bedeutung, als der Westen einerseits versuchte, die staatliche Propaganda der Ostblockstaaten durch die Sendungen der Auslandsrundfunkanstalten zu unterwandern und der Osten seinerseits ebenfalls Sendungen gen Westen abstrahlte, um dessen Bevölkerung zu beeinflussen.
Nach dem Ende der Blockkonfrontation hat der Auslandsrundfunk stark an Bedeutung eingebüßt. Dazu beigetragen hat neben dem Wegfallen der politischen Auseinandersetzungen auch die technische Entwicklung. Die Verbreitung des Internets und seiner breiten Möglichkeiten, sich über fremde Länder zu informieren, sowie der Möglichkeit auch in fremden Ländern die Inlandssender des Heimatlandes zu empfangen, machte dem störungsanfälligen Kurzwellenrundfunk starke Konkurrenz. Der neue digitale Sendestandard auf Kurzwelle hat sich bislang nicht durchsetzen können. Hauptgrund ist hierfür das mangelnde Angebot an erschwinglichen Empfangsgeräten.

## Auslandshörfunksender

### Aktiv
| Staat                   | Name des Senders                   | Sendebeginn   | Anzahl der Sprachen | Sprachen | Internetauftritt       |
| ----------------------- | ---------------------------------- | ------------- | ------------------- | --- | ---------------------- |
| Albanien                | Radio Tirana International         | 1938          | 2                   | Albanisch, Englisch, Französisch, Deutsch, Italienisch, Serbisch, Griechisch und Türkisch. | rtsh.al                |
| Algerien                | Radio Algérienne                   |               | 1                   | Arabisch. | radioalgerie.dz        |
| Argentinien             | RAE Argentina al mundo             | 11. Apr. 1949 | 8                   | Chinesisch, Deutsch, Englisch, Französisch, Italienisch, Japanisch, Portugiesisch und Spanisch. | radionacional.com.ar   |
| Bangladesch             | Bangladesh Betar                   | 1939          | 6                   | Arabisch, Bengalisch, Englisch (GOS), Hindi, Nepali und Urdu. | betar.gov.bd           |
| Belarus                 | Radio Belarus                      | 11. Mai 1962  | 8                   | Belarussisch, Chinesisch, Deutsch, Englisch, Französisch, Polnisch, Russisch und Spanisch. | radiobelarus.tvr.by    |
| Republik China (Taiwan) | Radio Taiwan International         | 1939          | 13                  | Mandarin, Minnan, Hakka, Kantonesisch; Deutsch, Englisch, Französisch, Indonesisch, Japanisch, Russisch, Spanisch, Thai und Vietnamesisch. | de.rti.org.tw          |
| Volksrepublik China     | Radio China International          | 3. Dez. 1941  | 48                  | Chinesisch, Kantonesisch, Hakka, Minnan, Chaozhou, Wenzhou, Kasachisch, Kirgisisch, Tibetisch, Uigurisch, Albanisch, Arabisch, Belarussisch, Bengalisch, Birmanisch, Bulgarisch, Dänisch, Deutsch, Englisch, Esperanto, Estnisch, Filipino, Finnisch, Französisch, Griechisch, Hausa, Hebräisch, Hindi, Indonesisch, Isländisch, Italienisch, Japanisch, Khmer, Koreanisch, Kroatisch, Laotisch, Litauisch, Malaysisch, Mongolisch, Nepali, Niederländisch, Norwegisch, Paschtunisch, Persisch, Polnisch, Portugiesisch, Rumänisch, Russisch, Schwedisch, Serbisch, Singhalesisch, Spanisch, Swahili, Tamil, Thai, Tschechisch, Türkisch, Ukrainisch, Ungarisch, Urdu und Vietnamesisch. | german.cri.cn          |
| Deutschland             | Deutsche Welle                     | 3. Mai 1953   | 30                  | Albanisch, Amharisch, Arabisch, Bengali, Bosnisch, Bulgarisch, Chinesisch (Vereinfacht), Chinesisch (Traditionell), Kroatisch, Dari, Englisch, Französisch, Deutsch, Griechisch, Hausa, Hindi, Indonesisch, Kisuaheli, Mazedonisch, Paschtu, Persisch, Polnisch, Portugiesisch (Brasilien), Portugiesisch (Afrika), Rumänisch, Russisch, Serbisch, Spanisch, Türkisch, Ukrainisch und Urdu. | dw.de                  |
| Frankreich              | Radio France Internationale        | 6. Mai 1931   | 5                   | Französisch, Hausa, Mandinka, Swahili, Portugiesisch und Russisch. | rfi.fr                 |
| Griechenland            | Voice of Greece                    | 1947          | 1                   | Griechisch. | webradio.ert.gr        |
| Indien                  | All India Radio                    | 1. Okt. 1939  | 26                  | Bengalisch, Gujarati, Hindi, Kannada, Malayalam, Nepali, Panjabi, Sindhi, Tamil, Telugu, Urdu; Arabisch, Belutschisch, Birmanisch, Chinesisch, Dari, Englisch (GOS), Französisch, Indonesisch, Persisch, Paschtunisch, Russisch, Singhalesisch, Swahili, Thai und Tibetisch. | airworldservice.org    |
| Indonesien              | Stimme Indonesiens                 | 22. Juli 1945 | 8                   | Arabisch, Chinesisch, Deutsch, Englisch, Französisch, Indonesisch, Japanisch, Koreanisch, Spanisch, Thai und Chinesisch. | voinews.id             |
| Iran                    | Pars today                         | 1956          | 22                  | Albanisch, Arabisch, Armenisch, Bengalisch, Chinesisch, Dari, Deutsch, Englisch, Französisch, Hausa, Hebräisch, Hindi, Indonesisch, Italienisch, Japanisch, Kasachisch, Paschtunisch, Persisch, Portugiesisch, Russisch, Spanisch, Swahili, Tadschikisch, Talisch, Türkisch, Urdu und Usbekisch. | german.irib.ir         |
| Japan                   | NHK World Radio Japan              | 1935          | 18                  | Arabisch, Bengalisch, Birmanisch, Chinesisch, Englisch, Französisch, Hindi, Indonesisch, Japanisch, Koreanisch, Persisch, Portugiesisch, Russisch, Spanisch, Swahili, Thai, Urdu und Vietnamesisch. | www3.nhk.or.jp         |
| Nordkorea               | Stimme Koreas                      | 14. Okt. 1945 | 9                   | Arabisch, Chinesisch, Deutsch, Englisch, Französisch, Japanisch, Koreanisch, Russisch und Spanisch. | vok.rep.kp             |
| Nordkorea               | P’yŏngyang Pangsong                |               | 1                   | Koreanisch. |                        |
| Südkorea                | KBS World Radio                    | 15. Aug. 1953 | 11                  | Arabisch, Chinesisch, Deutsch, Englisch, Französisch, Indonesisch, Japanisch, Koreanisch, Russisch, Spanisch und Vietnamesisch. | world.kbs.co.kr        |
| Südkorea                | Jayu Bukhan Bangsong               |               | 1                   | Koreanisch. | fnkradio.com           |
| Südkorea                | Jayu Joseon Bangsong               | 2004          | 1                   | Koreanisch. | rfchosun.org           |
| Südkorea                | Yeollin Bukhan Bangsong            |               | 1                   | Koreanisch. | nkradio.com            |
| Kroatien                | Stimme Kroatiens                   | 1991          | 4                   | Deutsch, Englisch, Kroatisch und Spanisch. | stimmekroatiens.hrt.hr |
| Kuba                    | Radio Habana Cuba                  | 1. Mai 1961   | 6                   | Arabisch, Englisch, Esperanto, Französisch, Portugiesisch und Spanisch. | radiohc.cu             |
| Mongolei                | Voice of Mongolia                  | Sep. 1964     | 4                   | Chinesisch, Englisch, Japanisch und Mongolisch. | vom.mn                 |
| Neuseeland              | Radio New Zealand International    | 1948          | 1                   | Englisch. | radionz.co.nz          |
| Nigeria                 | Voice of Nigeria                   | 1961          | 6                   | Arabisch, Englisch, Französisch, Fulfulde, Hausa, Igbo und Yoruba. | von.gov.ng             |
| Polen                   | Radio Poland                       | 1. März 1936  | 4                   | Belarussisch, Deutsch, Polnisch und Russisch. | thenews.pl             |
| Polen                   | Belaruskaje Radyjo Razyja          | 3. Nov. 1999  | 1                   | Belarussisch. | racyja.com             |
| Polen                   | Eurapejskaje Radyjo dlja Belarussi | 2005          | 1                   | Belarussisch. | belradio.fm            |
| Portugal                | RDP Internacional                  |               | 1                   | Portugiesisch. | rtp.pt                 |
| Rumänien                | Radio Rumänien International       | 12. Feb. 1939 | 12                  | Arabisch, Aromunisch, Chinesisch, Deutsch, Englisch, Französisch, Italienisch, Rumänisch, Russisch, Serbisch, Spanisch und Ukrainisch. | rri.ro                 |
| Russland                | Sputnik                            | 2014          | 31                  | Abchasisch, Arabisch, Armenisch, Aserbaidschanisch, Belarussisch, Chinesisch, Dari, Deutsch, Englisch, Estnisch, Französisch, Georgisch, Italienisch, Japanisch, Kasachisch, Kirgisisch, Kurdisch, Lettisch, Litauisch, Moldauisch, Ossetisch, Persisch, Polnisch, Portugiesisch, Serbisch, Spanisch, Tadschikisch, Tschechisch, Türkisch, Usbekisch und Vietnamesisch. |                        |
| Schweden                | Radio Sweden                       | 1938          | 5                   | Schwedisch, Arabisch, Englisch, Kurdisch, Persisch (Dari) und Somali. | sverigesradio.se       |
| Slowakei                | Radio Slowakei International       | 1. Jan. 1993  | 5                   | Deutsch, Englisch, Französisch, Slowakisch und Spanisch. | dersi.rtvs.sk          |
| Spanien                 | Radio Exterior de España           | 5. März 1942  | 1                   | Spanisch. | rtve.es                |
| Sri Lanka               | Radio Sri Lanka                    |               | 5                   | Englisch, Singhalesisch, Tamil, Bengalisch und Hindi. | slbcnews.lk            |
| Südafrika               | Channel Africa                     | 1. Okt. 1992  | 6                   | Chewa, Englisch, Französisch, Lozi, Portugiesisch und Swahili | channelafrica.co.za    |
| Syrien                  | Radio Damaskus                     | 1957          | 3                   | Englisch, Hebräisch und Russisch | syriaonline.sy         |
| Thailand                | Radio Thailand                     | 20. Okt. 1938 | 10                  | Birmanisch, Chinesisch, Deutsch, Englisch, Japanisch, Kambodschanisch, Laotisch, Malaysisch, Thai und Vietnamesisch. | hsk9.org               |
| Tschechien              | Radio Prag international           | 31. Aug. 1936 | 6                   | Deutsch, Englisch, Französisch, Russisch, Spanisch und Tschechisch. | radio.cz               |
| Tunesien                | RTCI                               | Feb. 1960     | 5                   | Deutsch, Englisch, Französisch, Italienisch und Spanisch. | rtci.tn                |
| Türkei                  | Stimme der Türkei                  | 1937          | 35                  | Arabisch, Aserbaidschanisch, Bulgarisch, Chinesisch, Dari, Deutsch, Englisch, Farsi, Französisch, Georgisch, Hausa, Italienisch, Japanisch, Kasachisch, Kirgisisch, Kroatisch, Malaysisch, Mazedonisch, Paschtunisch, Persisch, Portugiesisch, Rumänisch, Russisch, Serbisch, Spanisch, Swahili, Tatarisch, Turkmenisch, Uigurisch, Ungarisch, Urdu und Usbekisch. | trt.net.tr             |
| Ukraine                 | Radio Ukraine International        | Mai 1966      | 2                   | Deutsch und Englisch. | nrcu.gov.ua            |
| Vereinigte Staaten      | Voice of America                   | 1. Feb. 1942  | 21                  | Amharisch, Bambara, Bengalisch, Birmanisch, Chinesisch, Englisch, Französisch, Hausa, Kantonesisch, Khmer, Kinyarwanda/Kirundi, Koreanisch, Kurdisch, Laotisch, Oromo, Portugiesisch, Rohingya, Somali, Swahili, Tibetisch und Tigrinya. | voanews.com            |
| Vereinigte Staaten      | RFE/RL                             | 1. Mai 1951   | 4                   | Russisch, Tadschikisch, Turkmenisch und Usbekisch. | rferl.org              |
| Vereinigte Staaten      | Radio Free Asia                    | Sep. 1996     | 8                   | Birmanisch, Chinesisch, Kantonesisch, Khmer, Koreanisch, Laotisch, Tibetisch und Uigurisch. | rfa.org                |
| Vereinigte Staaten      | Radio and TV Martí                 | 20. Mai 1985  | 1                   | Spanisch. | martinoticias.com      |
| Vereinigte Staaten      | Radio Farda                        | Dez. 2002     | 1                   | Persisch. | radiofarda.com         |
| Vereinigte Staaten      | Radio Sawa                         | 23. März 2002 | 1                   | Arabisch. | radiosawa.com          |
| Vereinigtes Königreich  | BBC World Service                  | 19. Dez. 1932 | 21                  | Amharisch, Arabisch, Bengalisch, Birmanisch, Dari, Englisch, Farsi, Französisch, Hausa, Hindi, Kinyarwanda, Koreanisch, Oromo, Paschtunisch, Tadschikisch, Tigrinya, Urdu und Usbekisch. | bbc.co.uk              |
| UNO                     | United Nations Radio               | 13. Feb. 1946 | 11                  | Arabisch, Bengalisch, Chinesisch, Englisch, Französisch, Hindi, Portugiesisch, Russisch, Spanisch, Swahili und Urdu. | unmultimedia.org       |
| Vietnam                 | Stimme Vietnams                    | 2. Sep. 1945  | 12                  | Chinesisch, Deutsch, Englisch, Französisch, Indonesisch, Japanisch, Khmer, Laotisch, Spanisch, Russisch, Thai und Vietnamesisch. | vovworld.vn            |

### Eingestellt
| Staat                           | Sender                                     | Sendebeginn   | Sendeende     | Sprachen |           |
| ------------------------------- | ------------------------------------------ | ------------- | ------------- | --- | --------- |
| Kanada                          | Radio Canada International                 | 25. Feb. 1945 | 1             | Französisch. | rcinet.ca |
| Deutsches Reich                 | Weltrundfunksender                         | 26. Aug. 1929 | 31. März 1933 | Deutsch und ab 1932 Eigenproduktionen in Englisch |           |
| Deutsches Reich                 | Kurzwellen-/Überseesender und Europasender | 1. Apr. 1933  | 25. Apr. 1945 | 1939: Afrikaans, Arabisch, Englisch, Französisch, Italienisch, Niederländisch, Portugiesisch, Spanisch, Bulgarisch, Litauisch, Rumänisch, Serbisch, Slowenisch, Ungarisch; später über 50 Sprachen |           |
| Deutsche Demokratische Republik | Radio Berlin International                 | Mai 1959      | 3. Okt. 1990  | Arabisch, Dänisch, Deutsch, Englisch, Französisch, Hindi, Indonesisch, Portugiesisch, Russisch, Schwedisch, Spanisch und Swahili |           |
| Österreich                      | Radio Österreich International             | 1955          | 26. März 2003 | Arabisch, Deutsch, Englisch, Esperanto, Französisch, Spanisch |           |
| Österreich                      | Ö1 International                           | 1. Juli 2003  | 31. Dez. 2009 | |           |
| Schweiz                         | Schweizer Radio International              | 1930          | 30. Okt. 2004 | Arabisch, Deutsch, Englisch, Esperanto, Französisch, Italienisch, Portugiesisch, Rätoromanisch, Spanisch |           |
| Sowjetunion                     | Radio Moskau/Stimme Russlands              | 29. Okt. 1929 | 2014          | 64 Sprachen (1974): Albanisch, Amharisch, Arabisch, Assamesisch, Bambara, Bengalisch, Birmanisch, Bulgarisch, Chinesisch, Dänisch, Dari, Deutsch, Englisch, Finnisch, Französisch, Fulfulde, Griechisch, Gujarati, Hausa, Hindi, Indonesisch, Italienisch, Japanisch, Kannada, Katalanisch, Khmer, Koreanisch, Laotisch, Lingála, Malagasy, Malayalam, Marathi, Mazedonisch, Mongolisch, Ndebele, Nepali, Niederländisch, Norwegisch, Oriya, Panjabi, Paschtunisch, Persisch, Polnisch, Portugiesisch, Quechua, Rumänisch, Schwedisch, Serbo-Kroatisch, Shona, Singhalesisch, Slowakisch, Slowenisch, Somali, Spanisch, Swahili, Tamil, Telugu, Thai, Tschechisch, Türkisch, Ungarisch, Urdu, Vietnamesisch und Zulu |           |
| Italien                         | EIAR/RAI                                   | 1. Juli 1930  | 31. Dez. 2011 | Albanisch, Amharisch, Arabisch, Bulgarisch, Englisch, Esperanto, Deutsch, Französisch, Griechisch, Italienisch, Litauisch, Polnisch, Portugiesisch, Rumänisch, Russisch, Serbo-Kroatisch, Slowakisch, Slowenisch, Spanisch, Tschechisch, Türkisch, Ukrainisch, Ungarisch |           |
| Serbien                         | Internationales Radio Serbien              | 8. März 1936  | 31. Juli 2015 | Albanisch, Arabisch, Bulgarisch, Chinesisch, Deutsch, Englisch, Französisch, Griechisch, Italienisch, Russisch, Serbisch, Spanisch, Ungarisch |           |
| Niederlande gesendet aus London | Radio Oranje                               | 28. Juli 1940 | 1945          | Niederländisch |           |
| Niederlande                     | Radio Nederland Wereldomroep               | 15. Apr. 1947 | 29. Juni 2012 | Afrikaans, Arabisch, Englisch, Französisch, Indonesisch, Niederländisch, Portugiesisch, Spanisch |           |
| Südafrika                       | Radio RSA                                  | 1. Mai 1966   | 1992          | Afrikaans, Chewa, Dänisch, Deutsch, Englisch, Französisch, Lozi, Niederländisch, Portugiesisch, Spanisch, Swahili, Tsonga, Zulu |           |
| Ungarn                          | Radio Budapest                             | 1934          | 2007          | Deutsch, Englisch, Griechisch, Italienisch, Spanisch, Türkisch, Ungarisch |           |
| Transnistrien                   | Radio Pridnestrowje                        | Aug. 1991     | 2014          | Deutsch, Englisch, Französisch, Moldauisch, Russisch, Ukrainisch |           |

## Liste von Auslandsfernsehsendern

### Aktiv
| Staat                                                | Name des Senders            | Sendebeginn   | Sprachen                                                               | Website                                                             |
| ---------------------------------------------------- | --------------------------- | ------------- | ---------------------------------------------------------------------- | ------------------------------------------------------------------- |
| Volksrepublik China                                  | CCTV-News                   | 25. Sep. 2000 | Englisch, Französisch, Spanisch, Arabisch und Russisch.                | english.cntv.cn                                                     |
| Deutschland                                          | DW-TV                       | 1. Apr. 1992  | Englisch.                                                              | dw.de                                                               |
| Deutschland                                          | DW (Español)                | 6. Feb. 2012  | Spanisch.                                                              | dw.de                                                               |
| Deutschland                                          | ProSiebenSat.1 Welt         | Feb. 2005     | Deutsch.                                                               | prosiebensat1welt.com                                               |
| Frankreich                                           | France 24                   | 6. Dez. 2006  | Französisch, Englisch und Arabisch.                                    | france24.com                                                        |
| Frankreich Belgien (RTBF) Schweiz (RTS) Québec (SRC) | TV5 Monde                   | 2. Jan. 1984  | Französisch.                                                           | tv5.org                                                             |
| Georgien                                             | PIK                         | 4. Jan. 2010  | Russisch.                                                              | pik.tv                                                              |
| Iran                                                 | Sahar TV                    | 1997          | Englisch, Französisch, Arabisch, Kurdisch, Urdu und Aserbaidschanisch. | sahartv.ir                                                          |
| Iran                                                 | IRIB 1 (Europa)             | 16. Dez. 1997 | Persisch.                                                              |                                                                     |
| Iran                                                 | IRIB 2 (Amerika)            | 8. Feb. 2000  | Persisch.                                                              |                                                                     |
| Iran                                                 | IRIB 3 (Asien und Ozeanien) | 30. Mai 2002  | Persisch.                                                              |                                                                     |
| Iran                                                 | Al-Alam                     | 23. Feb. 2003 | Arabisch.                                                              | alalam.ir                                                           |
| Iran                                                 | Al-Kawthar                  | Feb. 2006     | Arabisch.                                                              | alkawthartv.ir                                                      |
| Iran                                                 | Press TV                    | 3. Juli 2007  | Englisch.                                                              | presstv.com                                                         |
| Iran                                                 | iFilm                       | 11. Aug. 2010 | Englisch, Persisch und Arabisch.                                       | ifilmtv.ir                                                          |
| Iran                                                 | HispanTV                    | 21. Dez. 2011 | Spanisch.                                                              | hispantv.ir                                                         |
| Israel                                               | i24news                     | 17. Juli 2013 | Französisch, Englisch und Arabisch.                                    | i24news.tv                                                          |
| Japan                                                | NHK World                   | 1. Apr. 1998  | Englisch und Japanisch.                                                | nhk.or.jp                                                           |
| Katar                                                | Al Jazeera                  | 1. Nov. 1996  | Arabisch.                                                              | aljazeera.net                                                       |
| Katar                                                | Al Jazeera Mubasher Misr    | 10. Dez. 2005 | Arabisch.                                                              | mubasher-misr.aljazeera.net                                         |
| Katar                                                | Al Jazeera English          | 15. Nov. 2006 | Englisch.                                                              | english.aljazeera.net                                               |
| Katar                                                | Al Jazeera Balkans          | 12. Nov. 2011 | Bosnisch, Serbisch und Kroatisch.                                      | balkans.aljazeera.net                                               |
| Katar                                                | Al Jazeera America          | 20. Aug. 2013 | Englisch.                                                              | america.aljazeera.com                                               |
| Südkorea                                             | Arirang TV                  | 10. Apr. 1996 | Englisch.                                                              | arirang.co.kr                                                       |
| Niederlande Flandern                                 | BVN                         | 1. Juli 1996  | Niederländisch.                                                        | bvn.tv                                                              |
| Österreich                                           | ORF 2 Europe                | 5. Juli 2004  | Deutsch.                                                               | https://der.orf.at/kundendienst/tv-radio-empfang/orf2europe100.html |
| Polen                                                | TVP Polonia                 | 24. Okt. 1992 | Polnisch.                                                              | tvp.pl                                                              |
| Polen                                                | TVN International           | 29. Apr. 2004 | Polnisch.                                                              | itvn.pl                                                             |
| Polen                                                | Belsat TV                   | 10. Dez. 2007 | Belarussisch.                                                          | belsat.eu                                                           |
| Portugal                                             | RTP África                  | 7. Jan. 1998  | Portugiesisch.                                                         | programas.rtp.pt                                                    |
| Portugal                                             | RTP Internacional           | 10. Juni 1992 | Portugiesisch.                                                         | rtp.pt                                                              |
| Russland                                             | RT International            | 15. Sep. 2005 | Englisch.                                                              |                                                                     |
| Russland                                             | Rusiya Al-Yaum              | 4. Mai 2007   | Arabisch.                                                              |                                                                     |
| Russland                                             | RT Actualidad               | 28. Dez. 2009 | Spanisch.                                                              |                                                                     |
| Russland                                             | RT America                  | Feb. 2010     | Englisch.                                                              |                                                                     |
| Russland                                             | RT Documentary              | 23. Juni 2011 | Russisch und Englisch.                                                 |                                                                     |
| Russland                                             | RT UK                       | Okt. 2014     | Englisch.                                                              |                                                                     |
| Russland                                             | RT DE                       | 6. Nov. 2014  | Deutsch.                                                               |                                                                     |
| Russland                                             | RT Français                 | 2014          | Französisch.                                                           |                                                                     |
| Schweden                                             | SVT                         | 1988          | Schwedisch.                                                            | svt.se                                                              |
| Schweiz                                              | SRF info                    | 3. Mai 1988   | Deutsch.                                                               | srf.ch                                                              |
| Thailand                                             | Thai Global Network         |               | Thailändisch und Englisch.                                             | thaitvglobal.com                                                    |
| Türkei                                               | TRT-Türk                    |               | Türkisch.                                                              | trtturk.com                                                         |
| Türkei                                               | TRT Avaz                    |               | Turksprachen.                                                          | trtavaz.com.tr                                                      |
| Türkei                                               | TRT at-Turkiyya             | Mai 2010      | Arabisch.                                                              | trtarabi.com                                                        |
| Vereinigte Staaten                                   | CNN International           | 1. Juli 1985  | Englisch.                                                              | edition.cnn.com                                                     |
| Vereinigte Staaten                                   | TV Martí                    | 27. März 1990 | Spanisch.                                                              | martinoticias.com                                                   |
| Vereinigte Staaten                                   | al-Hurra                    | 14. Feb. 2004 | Arabisch.                                                              | alhurra.com                                                         |
| Vereinigte Staaten                                   | Current Time                | Feb. 2017     | Russisch.                                                              | currenttime.tv                                                      |
| Vereinigtes Königreich                               | BBC World News              | 11. März 1991 | Englisch.                                                              | bbc.com                                                             |

### Eingestellt
| Staat              | Sender        | Sendebeginn   | Sendeende     | Sprachen |
| ------------------ | ------------- | ------------- | ------------- | --- |
| Deutschland        | DW-TV deutsch | 01. Apr. 1992 | 31. Dez. 2023 | Deutsch. |
| Deutschland        | German TV     | 8. Apr. 2002  | 31. Dez. 2005 | Deutsch. |
| Griechenland       | ERT World     | 1996          | 11. Juni 2013 | Griechisch.                                                                                                  |
| Vereinigte Staaten | WorldNet      | 1983          | Mai 2004      | Arabisch, Kroatisch, Englisch, Französisch, Mandarin, Spanisch, Russisch, Polnisch, Serbisch und Ukrainisch. |

## Liste von multimedialen Internetplattformen

### Aktiv
| Staat   | Name des Senders | Sendebeginn | Sprachen                                                                                           | Website      |
| ------- | ---------------- | ----------- | -------------------------------------------------------------------------------------------------- | ------------ |
| Schweiz | swissinfo        | 2000        | 10 Sprachen, darunter Deutsch, Englisch, Italienisch, Französisch, Spanisch, Arabisch und Russisch | swissinfo.ch |